# Osztottlevelű őzsaláta
Az osztottlevelű őzsaláta (Smyrnium olusatrum)  Európa Atlanti-partvidékein, tengerpartok közelében lévő parlagokon, cserjésekben gyakran előforduló zöldség és fűszernövény.
Magyarországon nem őshonos.
Magyarországon élő őshonos rokona, a sárga őzsaláta (Smyrnium perfoliatum), mely ismert még sárgászöld őzsaláta és átnőttlevelű őzsaláta néven is, e faj tőlevelei hasonlóak, de szárlevelei tagolatlanok, szíves vállal szárölelők.

## Megjelenése
Az 1,5 m-re is megnövő kétéves növény szára felálló, barázdált, elágazó hajtású. Levelei a hajtás végén hármas tagozódásúak, fogazottak, zeller ízűek. Levélnyele a szár közelében szélesedő és körülfogja azt. Apró, sárgászöld, fellevél nélküli virágai tömött, összetett ernyőkben nyílnak. Termése fekete színű, kemény, rücskös, két egymás mellett álló kaszatból áll, ízük borsos. Gyökere szintén fekete színű, masszív, húsos, orsó alakú. Frissen szedve keserű ízű, de télen, hideg helyen tárolva javul az íze.

## Felhasználása
A fiatal hajtásokat salátába, vagy megpárolva fogyasztják. A leveleket fűszerként, zeller, vagy petrezselyem helyett használják, a gyökeret levesbe főzik.
Gazdag C-vitaminban, vízhajtó hatású.

## Képgaléria
|  |  |  |

|  |  |  |